# コンラッド・バンワイク
コンラッド・バンワイク（Coenraad Van Wyk、1988年1月8日 - ）は、ジャパンラグビーリーグワン清水建設江東ブルーシャークスに所属するラグビーユニオン選手。

## プロフィール
- 南アフリカ共和国・ベルヴィル出身。
- ポジションはスタンドオフ(SO)、フルバック(FB)。
- 身長 183 cm、体重 90 kg
- ニックネームはクーニー。
- プレジデンツXVに選ばれたことがある[1] 。

## 略歴
ポールルースジムナシアム高、プーマズ、ライオンズ、チーターズ、グリフォンズを経て、2016年、東芝ブレイブルーパス(現・東芝ブレイブルーパス東京)に加入。同年8月27日に行われたジャパンラグビートップリーグ第1節のクボタスピアーズ戦に先発出場で日本での公式戦初出場を果たす。
2020年、清水建設ブルーシャークス(現・清水建設江東ブルーシャークス)に加入。

## 受賞歴

### ジャパンラグビーリーグワン
- 2023-24リーグワンMVP(DIVISION 3), プレーヤー・オブ・ザ・シーズン (DIVISION 3), リーグワン得点王(DIVISION 3), 最多トライゲッター(DIVISION 3)
- 2023-24ベストキッカー(DIVISION 2)